# Mörrums landskommun
Mörrums landskommun var en tidigare kommun i Blekinge län.

## Administrativ historik
När 1862 års kommunalförordningar började gälla inrättades över hela landet cirka 2 400 landskommuner, de flesta bestående av en socken. Därutöver fanns 89 städer och 8 köpingar, som då blev egna kommuner.
Denna kommun bildades i Mörrums socken i Listers härad i Blekinge.
Vid kommunreformen 1952 bildade Mörrum storkommun genom sammanläggning med den tidigare kommunen  Elleholm. Området uppgick 1967 i Karlshamns stad från 1971 Karlshamns kommun.
Kommunkoden 1952–70 var 1018.

### Kyrklig tillhörighet
I kyrkligt hänseende tillhörde kommunen Mörrums församling. Den 1 januari 1952 tillkom Elleholms församling. Dessa församlingar gick samman 2006 att bilda Mörrum-Elleholms församling.

## Kommunvapen
Blasonering: I fält av silver en av vågskuror bildad blå balk, belagd med två balkvis ordnade laxar av silver med röd beväring, därest sådan skall komma till användning.
Kommunvapnet fastställdes av Kungl. Maj:t år 1948. Vapnet symboliserar Mörrumsån och laxfisket.

## Geografi
Mörrums landskommun omfattade den 1 januari 1952 en areal av 78,32 km², varav 77,28 km² land.

### Tätorter i kommunen 1960
| Tätort            | Folkmängd |
| ----------------- | --------- |
| Mörrum            | 1 982     |
| Pukavik, del ava  | 161       |
| Svängsta, del avb | 20        |

Tätortsgraden i kommunen var den 1 november 1960 48,9 procent.

## Politik

### Mandatfördelning i valen 1938–1962
| 3 | 9 | 4 | 6 | 3 |

| 24 |

| 3 | 9 | 5 | 4 | 4 |

| 24 |

| 5 | 9 | 4 | 4 | 3 |

| 22 |

| 4 | 16 | 6 | 5 | 4 |

| 31 |

| 5 | 15 | 5 | 5 | 5 |

| 30 | 5 |

| 5 | 16 | 6 | 3 | 5 |

| 30 | 5 |

| 4 | 19 | 5 | 4 | 3 |

| 30 | 5 |